# Parallelia conficiens
Parallelia conficiens là một loài bướm đêm trong họ Erebidae.